# Dreadnoughts (jeu vidéo, 1984)
Pour le jeu vidéo de 1992, voir Dreadnoughts (jeu vidéo, 1992).
Dreadnoughts est un jeu vidéo de type wargame conçu par Thomas Dowell et publié par Avalon Hill en 1984 sur Apple II, Commodore 64 et IBM PC. Le jeu est une adaptation sur ordinateur du jeu de société Bismarck. Il se déroule pendant la Seconde Guerre mondiale et simule la poursuite, dans l’océan Atlantique, du cuirassé Bismarck. Il permet également de créer des combats navals personnalisés impliquant n’importe lesquels des 44 navires du jeu. Il peut opposer deux joueurs ou un joueur et l’ordinateur. Dans ce dernier cas, le joueur commande le Bismarck et tente d’échapper à ses poursuivants tout en détruisant autant de navires alliés que possible. La poursuite se déroule sur une carte stratégique représentant le nord de l’océan Atlantique. Lorsque le Bismarck rencontre un navire, le jeu bascule en mode tactique pour simuler le combat. À deux joueurs, le jeu se limite uniquement à son mode tactique.

## Système de jeu
Dreadnoughts est un wargame qui simule, aux niveaux opérationnel et tactique, la poursuite du cuirassé Bismarck dans l’océan Atlantique pendant la Seconde Guerre mondiale et qui permet au joueur de créer et de jouer ses propres scénarios de combat naval tactique. Dans la poursuite du cuirassé Bismarck, le joueur commande le cuirassé ainsi que le croiseur Prinz Eugen et affronte la Royal Navy, contrôlée par l’ordinateur. La phase opérationnelle du scénario se déroule sur une carte représentant le nord de l’océan Atlantique sur laquelle apparaissent les côtes de la Norvège, de l’Espagne, de la France, de l’Allemagne et du Groenland, ainsi que le Royaume-Uni, l’Islande et les îles Féroé. Avec les touches du clavier, le joueur dirige ses deux navires en définissant leurs vitesses et leurs routes, qui sont ensuite tracées à l’écran. Son objectif est d’intercepter des convois, dont les routes sont également affichées à l’écran, et de couler les navires qu’il parvient à repérer. Lorsqu’il s’approche suffisamment d’un navire, le jeu bascule dans une phase de combat naval tactique.
L’affrontement se déroule alors sur une carte schématique de la zone du combat. Celle-ci est constituée de points, représentant le centre des cases carrées qui la compose, et de lettre représentant les navires impliqués. Sur cette carte, les joueurs manœuvrent leurs navires via une interface en ligne de commande qui leur permet de définir la distance à parcourir (avec des chiffres) et les changements de direction (avec les lettres R et L). Entrer la commande « 2RR1L » fait ainsi avancer le navire de deux cases avant de le faire tourner à 90 degrés à droite, d’avancer à nouveau d’une case puis de tourner à 45 degrés à gauche. Avec les touches P et S, le joueur peut également assigner une cible à ses canons principaux et secondaires, et la touche D lui permet d’accéder à l’écran de statut de son navire. Dans ce dernier, le navire est représenté par un diagramme qui indique la position des canons primaires et secondaires du navire, ainsi que leurs portées. Outre ce diagramme, l’écran indique également la quantité de dégâts subis par la coque et la structure du navire ainsi que certaines de ses caractéristiques, comme le niveau de blindage aux points critiques de la structure. Les résultats de chaque attaque sont calculés simultanément par l’ordinateur qui indique ensuite les dégâts subis par chaque navire sur leurs diagrammes respectifs. Les parties du navire représentées sur les diagrammes ne sont pas les seules à pouvoir être touchées et d’autres points névralgiques du navire peuvent ainsi être endommagés, comme la salle de contrôle, le radar, la réserve de munition ou la salle des machines.
En plus de simuler la poursuite du Bismarck, Dreadnoughts permet de créer et de jouer des scénarios de combat naval personnalisé, sur le modèle de la phase tactique du scénario de la poursuite. Pour cela, le joueur peut s’appuyer sur une base de données contenant quarante-quatre navires, de toutes nationalités, ayant navigué dans l’océan Atlantique pendant la Seconde Guerre mondiale,. Les scénarios ainsi créés peuvent impliquer jusqu’à neuf navires pour chaque camp. Aucun des deux camps ne peut en revanche être contrôlé par l’ordinateur et le joueur ne peut donc jouer ses scénarios que contre un autre joueur ou en commandant les deux camps.

## Développement et publication
Dreadnoughts est adapté du jeu de guerre Bismarck. Il est développé par Thomas Dowell et publié par Avalon Hill en 1984 sur Apple II. Il est ensuite porté sur Commodore 64 et IBM PC.

## Accueil
À sa sortie, Dreadnoughts est plutôt bien accueilli par la presse spécialisée. Pour le journaliste Johnny Wilson, du magazine Computer Gaming World, il offre en effet une excellente opportunité d’essayé de faire mieux que le commandant historique du Bismarck. En matière de graphisme, il salue d’abord l’esthétisme et le côté pratique de l’écran d’affichage dans la phase stratégique. Il note par contre que sa phase tactique ne bénéficie pas des graphismes de son prédécesseur, Under Southern Skies, même s’il note que l’écran affiche ici bien plus d’informations. En matière de gameplay, il juge que le jeu souffre de plusieurs défauts, dont notamment la lenteur de la phase stratégique, les lacunes de son intelligence artificielle et les longs temps de chargement lors de la phase tactique. Malgré ces problèmes, il estime que le jeu possède de nombreuses qualités. Il juge ainsi qu’il est « extrêmement plaisant » de jouer contre l’ordinateur et d’expérimenter un véritable brouillard de guerre. Il note également que le jeu est « très amusant » pour les amateurs de jeux de figurines navals grâce à une interface familière et pratique. Il salue enfin la qualité de la documentation, qu’il juge claire, concise et dépourvu d’ambiguïté. De son côté, le journaliste Neil Shapiro du magazine Electronic Games, Dreadnoughts est très critique concernant la phase stratégique de la poursuite du Bismarck, qu’il considère comme « une des simulations les plus ternes » de cet épisode de la guerre. Il salue en revanche la qualité de la phase de combat naval tactique qui parvient, d’après lui, à retranscrire l’excitation des combats navals dans l’océan Atlantique en les modélisant de manière sereine et détaillée. Il explique en effet que s’il représente ces combats de manière peu réaliste, il « reflète parfaitement la manière dont ils se déroulent » dans la réalité. Le journaliste James Delson, du magazine Family Computing, est également enthousiaste et juge que cette adaptation de Bismarck parvient à retranscrire de manière admirable l’excitation de la stratégie et de la tactique des combats navals. Il salue également le côté amusant du mode de combat naval tactique. Il note par contre que les vétérans du genre risquent de trouver le jeu trop simple et le recommande donc plutôt au joueur débutant qui peuvent véritablement l’apprécier.